# Michel Miguel da Silva
Michel Miguel da Silva, mais conhecido como Michel (São Paulo, 8 de junho de 1981) é um futebolista brasileiro que atua como volante. Atualmente joga pelo Pacajus.
Michel teve várias músicas criadas pela Torcida Organizada Cearamor (Torcida Organizada do Ceará), com o refrão: Uh é Cruel, Nosso Guerreiro Michel.
Na revista do Ceará, a revista 1914, da edição número 4, Michel foi considerado o melhor volante da história do Ceará Sporting Club. Citado por Gildo e Dimas Filgueiras, foi posto no Melhor Elenco da História do Ceará.
Em 2012, após conversas com a diretoria do Ceará, foi concluído que Michel sairia do Ceará, e acertou com o Vitória, em um contrato de dois anos.
No dia 15 de janeiro de 2014, retornou ao seu ex-clube, o Ceará, do qual foi e ainda permanece sendo ídolo do clube alvinegro. Deixou o Ceará no final de 2014, após não render o esperado.
Em dezembro de 2016, Michel foi confirmado como novo reforço do Tiradentes.
No dia 6 de abril de 2017, Michel acertou contrato com a equipe do Iguatu para a disputa da segunda divisão do Campeonato Cearense, onde sagrou-se campeão. Logo após, foi contratado pelo Guarany de Sobral, onde disputou a terceira divisão do Campeonato Brasileiro. Após a eliminação do Guarany, Michel retornou ao Iguatu para disputar a Taça Fares Lopes e o Campeonato Cearense Série A de 2018.
No dia 6 de abril de 2018, Michel foi anunciado como reforço do Salgueiro.
Michel é irmão do também futebolista Nenê, que atua como atacante.

## Títulos
Sport
- Campeonato Pernambucano: 2006 e 2007
- Copa Pernambuco: 2007

Ceará
- Campeonato Cearense: 2011, 2014

Vitória
- Campeonato Baiano: 2013

Iguatu
- Campeonato Cearense - Série B: 2017
- Taça Padre Cícero: 2018

### Prêmios individuais
- Seleção do Campeonato Baiano 2012[5]
- Seleção do Campeonato Baiano 2013